# Pidonia modesta
Pidonia modesta är en skalbaggsart som beskrevs av Mikio Kuboki 1997. Pidonia modesta ingår i släktet Pidonia och familjen långhorningar. Inga underarter finns listade i Catalogue of Life.